# Количество
Количество е математическа категория, представляваща външното, формално взаимоотношение между предметите или техните части, както и свойствата им, връзките: големина, число, степен на проявяване на едно или друго свойство.

## Етимология
Коли́чество произлиза от думата на старобългарски количьство < колико „колко“ – калка (буквален превод) на гръцката ποσότης < πόσος „колко“. По същия начин е калкирано и лат. quantitas < quantum.

## История на понятието
Първите опити да анализират проблемите за количеството са на питагорейците, които изучават природата на числата.

## В математиката и физиката
Всяка съвкупност от предмети образува някакво множество. Ако то е крайно, може да се изброи.
Изследването на количествата започва с числата, първо обичайните естествени и цели числа, и аритметичните действия с тях, разглеждани от аритметиката. Свойствата на целите числа се изследват по-задълбочено от теорията на числата, един от популярните изводи на която е последната теорема на Ферма. Изследването на естествените числа довежда до идеята за трансфинитните числа, с които се дефинира формално безкрайността. Друга гледна точка за безкрайността е отразена в кардиналните числа, използвани за сравнение на размера на безкрайно големи множества чрез концепцията за мощност.
С развитието на числовата система целите числа започват да се разглеждат като подмножество на рационалните числа, а те от своя страна – на реалните числа, които могат да описват непрекъснати величини. Идеята за реалните числа е обобщена в тази за комплексните числа, първата стъпка в поредица от числови множества, включваща кватернионите и останалите хиперкомплексни числа.
| {\displaystyle 1,2,3\,...\!} | {\displaystyle ...-2,-1,0,1,2\,...\!} | {\displaystyle -2,{\frac {2}{3}},1.21\,\!} | {\displaystyle -e,{\sqrt {2}},3,\pi \,\!} | {\displaystyle 2,i,-2+3i,2e^{i{\frac {4\pi }{3}}}\,\!} |
| Естествени числа             | Цели числа                            | Рационални числа                           | Реални числа                              | Комплексни числа                                       |